# Elvis! Elvis!
Elvis! Elvis! er en svensk dramafilm fra 1977 instrueret af Kay Pollak. Den er baseret på to børnebøger af Maria Gripe, som også bidrog til manuskriptet. Filmen var Pollaks første som instruktør og den fik premiere i Sverige den 20. november 1977.
Filmen handler om en lille dreng, der er opkaldt efter Elvis Presley, hans fremmedgjorte mors store idol. Drengen har svært ved at leve op til sin mors krav, og som handlingen skrider frem, må han kæmpe for at blive et menneske i sin egen ret.

## Medvirkende (i udvalg)
- Lele Dorazio som Elvis Karlsson
- Lena-Pia Bernhardsson som Inga, hans mor
- Allan Edwall som farfar
- Kent Andersson som Johan Brovall
- Victoria Grant som Anna-Rosa
- Kim Anderzon som Anna-Rosas mor
- Lars Edström som Kurt
- Ted Åström som Elvis Presley